# Bayside (Wisconsin)
Bayside ist eine Gemeinde (mit dem Status „Village“) im Milwaukee County und zu einem kleinen Teil im Ozaukee County im US-amerikanischen Bundesstaat Wisconsin. Das U.S. Census Bureau hat bei der Volkszählung 2020 eine Einwohnerzahl von 4.482 ermittelt.	
Die Gemeinde Bayside ist Bestandteil der Metropolregion Milwaukee.

## Geografie
Bayside liegt im nordöstlichen Vorortbereich der Stadt Milwaukee am Westufer des Michigansees.                                                       
Die geografischen Koordinaten von Bayside sind 43°10′50″ nördlicher Breite und 87°54′02″ westlicher Länge. Das Gemeindegebiet erstreckt sich über eine Fläche von 6,19 km². 
Das Stadtzentrum von Milwaukee liegt 19 km südlich. Weitere Nachbarorte sind Mequon (10,7 nordwestlich), River Hills (an der westlichen Ortsgrenze), Menomonee Falls (18,2 km westlich), Brown Deer (7,2 km westsüdwestlich), Glendale (8,6 km südsüdwestlich) und Fox Point (an der südlichen Ortsgrenze).
Die neben Milwaukee nächstgelegenen weiteren Großstädte sind Green Bay (175 km nördlich), Wisconsins Hauptstadt Madison (143 km westlich), und Chicago im benachbarten Bundesstaat Illinois (165 km südlich) und Racine (34,6 km südöstlich).

## Verkehr
Die Interstate 43, die kürzeste Verbindung von Milwaukee nach Green Bay, bildet die westliche Ortsgrenze von Bayside. Im Zentrum des Ortes treffen die Wisconsin State Highways 32 und 100 zusammen. Alle weiteren Straßen in Bayside sind untergeordnete Landstraßen, unbefestigte Fahrwege oder innerörtliche Verbindungsstraßen.
Für den Frachtverkehr verläuft eine Eisenbahnlinie der Canadian National Railway.
29 km südlich von Bayside befindet sich der Milwaukee Mitchell International Airport von Milwaukee.

## Bevölkerung
Nach der Volkszählung im Jahr 2010 lebten in Bayside 4389 Menschen in 1831 Haushalten. Die Bevölkerungsdichte betrug 709 Einwohner pro Quadratkilometer. In den 1831 Haushalten lebten statistisch je 2,38 Personen. 
Ethnisch betrachtet setzte sich die Bevölkerung zusammen aus 90,7 Prozent Weißen, 3,3 Prozent Afroamerikanern, 0,3 Prozent amerikanischen Ureinwohnern, 3,7 Prozent Asiaten, 0,1 Prozent Polynesiern sowie 0,5 Prozent aus anderen ethnischen Gruppen; 1,4 Prozent stammten von zwei oder mehr Ethnien ab. Unabhängig von der ethnischen Zugehörigkeit waren 2,8 Prozent der Bevölkerung spanischer oder lateinamerikanischer Abstammung. 
23,5 Prozent der Bevölkerung waren unter 18 Jahre alt, 55,7 Prozent waren zwischen 18 und 64 und 20,8 Prozent waren 65 Jahre oder älter. 53,1 Prozent der Bevölkerung waren weiblich.
Das mittlere jährliche Einkommen eines Haushalts lag bei 91.000 USD. Das Pro-Kopf-Einkommen betrug 52.552 USD. 2,9 Prozent der Einwohner lebten unterhalb der Armutsgrenze.